# Herrarnas +105 kg i tyngdlyftning vid olympiska sommarspelen 2004
Herrarnas tyngdlyftning i +105-kilosklassen vid olympiska sommarspelen 2004 hölls den 25 augusti 2004 i Nikaia Olympic Weightlifting Hall i Aten.

## Tävlingsformat
Varje tyngdlyftare får tre försök i ryck och stöt. Deras bästa lyft i de båda kombineras till ett totalt resultat. Om någon tävlande misslyckas att få ett godkänt lyft, så blir de utslagna. Ifall två tyngdlyftare hamnar på samma resultat, är idrottaren med lägre kroppsvikt vinnare.

## Rekord
Innan tävlingen var följande rekord gällande.
| Världsrekord     | Ryck   | Hossein Rezazadeh (IRI) | 213 kg   | Qinhuangdao, Kina  | 14 september 2003 |
| Världsrekord     | Stöt   | Hossein Rezazadeh (IRI) | 263 kg   | Warszawa, Polen    | 26 november 2002  |
| Världsrekord     | Totalt | Hossein Rezazadeh (IRI) | 472,5 kg | Sydney, Australien | 26 september 2000 |
| Olympiskt rekord | Ryck   | Hossein Rezazadeh (IRI) | 212,5 kg | Sydney, Australien | 26 september 2000 |
| Olympiskt rekord | Stöt   | Olympisk Standard       | 260 kg   | ---                | 1 januari 1997    |
| Olympiskt rekord | Totalt | Hossein Rezazadeh (IRI) | 472,5 kg | Sydney, Australien | 26 september 2000 |

## Resultat
| Placering | Idrottare                  | Grupp | Kroppsvikt | Ryck (kg) | Ryck (kg) | Ryck (kg) | Ryck (kg) | Stöt (kg) | Stöt (kg) | Stöt (kg) | Stöt (kg) | Totalt |
| Placering | Idrottare                  | Grupp | Kroppsvikt | 1         | 2         | 3         | Resultat  | 1         | 2         | 3         | Resultat  | Totalt |
| --------- | -------------------------- | ----- | ---------- | --------- | --------- | --------- | --------- | --------- | --------- | --------- | --------- | ------ |
| 1         | Hossein Rezazadeh (IRI)    | A     | 162,95     | 200       | 207,5     | 210       | 210       | 250       | 263,5     | 263,5     | 262,5     | 472,5  |
| 2         | Viktors Ščerbatihs (LAT)   | A     | 140,72     | 197,5     | 202,5     | 205       | 205       | 242,5     | 247,5     | 250       | 250       | 455    |
| 3         | Velichko Cholakov (BUL)    | A     | 161,31     | 200       | 205       | 207,5     | 207,5     | 240       | 245       | 245       | 240       | 447,5  |
| 4         | Hennadiy Krasylnykov (UKR) | B     | 118,43     | 195       | 195       | 200       | 200       | 235       | 240       | 240       | 240       | 440    |
| 5         | Oleksiy Kolokoltsev (UKR)  | A     | 125,07     | 190       | 195       | 195       | 195       | 235       | 242,5     | 252,5     | 242,5     | 437,5  |
| 6         | Paweł Najdek (POL)         | A     | 140,44     | 182,5     | 187,5     | 190       | 190       | 240       | 250       | 250       | 240       | 430    |
| 7         | Shane Hamman (USA)         | A     | 158,93     | 192,5     | 197,5     | 197,5     | 192,5     | 230       | 237,5     | 242,5     | 237,5     | 430    |
| 8         | An Yong-kwon (KOR)         | A     | 136,90     | 195       | 202,5     | 205       | 202,5     | 225       | 235       | 240       | 225       | 427,5  |
| 9         | Igor Khalilov (UZB)        | B     | 145,33     | 180       | 185       | 187,5     | 187,5     | 225       | 232,5     | 232,5     | 232,5     | 420    |
| 10        | Grzegorz Kleszcz (POL)     | B     | 124,33     | 185       | 190       | 192,5     | 190       | 225       | 230       | 230       | 225       | 415    |
| 11        | Mohamed Masoud (EGY)       | B     | 142,72     | 180       | 185       | 190       | 185       | 220       | 227,5     | 232,5     | 220       | 405    |
| 12        | Takanobu Iwazaki (JPN)     | B     | 127,70     | 165       | 170       | 170       | 170       | 215       | 225       | 225       | 215       | 385    |
| 13        | Joel Bran (GUA)            | B     | 134,26     | 150       | 160       | 165       | 160       | 210       | 210       | 220       | 210       | 370    |
| 14        | Itte Detenamo (NRU)        | B     | 137,65     | 147,5     | 152,5     | 155       | 155       | 192,5     | 197,5     | -         | 192,5     | 347,5  |
| -         | Stian Grimseth (NOR)       | B     | 158,03     | 180       | 185       | 190       | 185       | 205       | -         | -         | -         | DNF    |
| -         | Ronny Weller (GER)         | A     | 151,84     | 195       | 200       | 202,5     | 195       | -         | -         | -         | -         | DNF    |
| -         | Ashot Danelyan (ARM)       | A     | 163,27     | 200       | 200       | 200       | -         | -         | -         | -         | -         | DNF    |

## Nya rekord
| Stöt | 263,5 kg | Hossein Rezazadeh (IRI) | WR |